# Eric Schneiderman

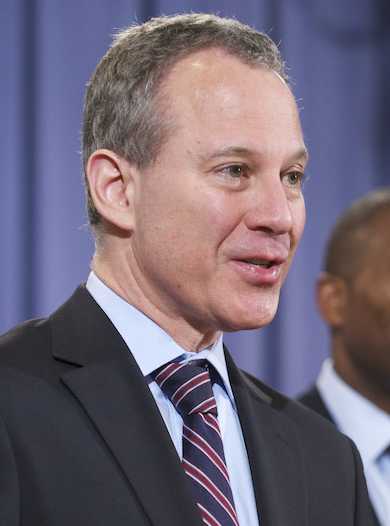
Eric Schneiderman (2012)

Eric Tradd Schneiderman (* 31. Dezember 1954 in New York City) ist ein US-amerikanischer Jurist und Politiker (Demokratische Partei). Von Januar 2011 bis zu seinem Rücktritt am 8. Mai 2018 war er der 65. Attorney General des Bundesstaates New York.

## Leben

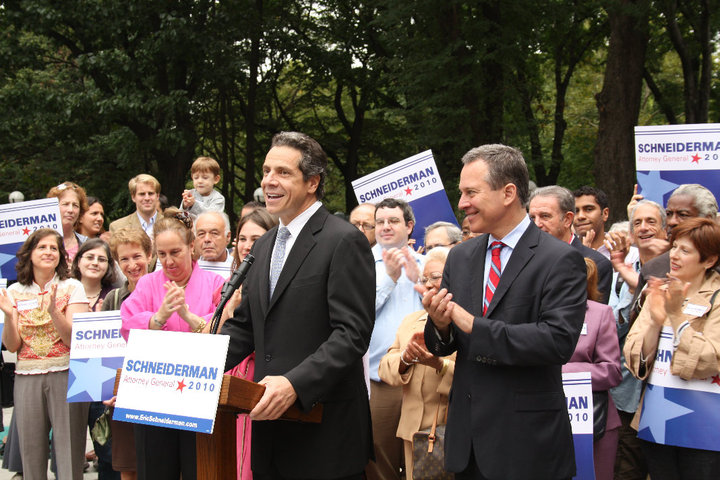
Eric Schneiderman (rechts) zusammen mit Andrew Cuomo bei einer Wahlkampfveranstaltung

Eric Schneiderman, der Sohn des Rechtsanwalts Irwin Schneiderman und dessen Frau Abigail (geborene Heyward), wuchs in der Upper West Side auf.
Er studierte am Amherst College, einem renommierten privaten Liberal-Arts-College in Amherst, Massachusetts und erhielt dort 1977 den Bachelor of Arts. Anschließend setzte er sein Studium an der Law School der Harvard University in Cambridge, Massachusetts fort, wo er 1982 den Juris Doctor erhielt. Von 1982 bis 1984 arbeitete er als Law Clerk am United States District Court for the Southern District of New York bei Richter Richard Owen. 1983 erhielt Schneiderman eine Zulassung als Rechtsanwalt im Bundesstaat New York. Schneiderman arbeitete die folgenden 15 Jahren als Rechtsanwalt, erst für Lord Day & Lord, Barrett Smith, wo er zuletzt Partner war, dann für Kirkpatrick and Lockhart, wo er ebenfalls Partner war. Daneben war er von 1987 bis 1988 Kommunikationsdirektor der New York State Assembly, dem Unterhaus der State Legislature.
In der Demokratischen Partei aktiv, kandidierte er 1998 bei der Wahl zum Senat von New York für den 30. Distrikt. Dessen bisheriger Senator, Schneidermans Parteikollege Franz S. Leichter, war aus Altersgründen nicht mehr angetreten. Bei der demokratischen Vorwahl setzte er sich gegen Daniel J. O’Donnell durch. Nachdem Schneiderman in den Senat gewählt worden war, schied er bei Kirkpatrick and Lockhart aus. Bei den zweijährlichen Wahlen bis 2008 wurde er jeweils wiedergewählt.
Als der bisherige Attorney General Andrew Cuomo 2010 für das Amt des Gouverneurs von New York kandidierte, kandidierte Schneiderman für das Amt des Attorney General des Bundesstaates. Bei der Wahl am 2. November 2010 gewann er gegen den republikanischen Kandidaten, den Bezirksstaatsanwalt von Richmond County, Dan Donovan. Anfang Januar 2011 trat er das Amt an und wurde im November 2014 wiedergewählt.
Als Attorney General leitete Schneiderman unter anderem Ermittlungen gegen zahlreiche Geschäftsbanken. Mehr als vier Milliarden Dollar an Strafgeldern wurden während seiner Amtszeit erhoben. Bekannt wurde Schneiderman auch durch Ermittlungen gegen die Trump University und als Ankläger gegen den Filmproduzenten Harvey Weinstein, dem im Weinstein-Skandal sexueller Missbrauch in mehreren Fällen vorgeworfen wird.
Am 7. Mai 2018 bezichtigten ihn vier Frauen, sie sexuell misshandelt zu haben. Er stritt die Vorwürfe ab und trat am Tag darauf als Attorney General zurück. Gouverneur Andrew Cuomo ordnete die Untersuchung der Vorwürfe durch den District Attorney Manhattans an. Schneidermans Amt wird im November 2018 durch allgemeine Wahl neu besetzt; bis dahin kann ein Ersatz durch die State Legislature bestimmt werden. Temporär wurde der Posten durch die oberste Rechtsvertreterin (Solicitor General) des Bundesstaates, Barbara D. Underwood, ausgefüllt.
Schneiderman ist jüdischen Glaubens. Er war von 1990 bis zu seiner Scheidung 1996 verheiratet. Aus der Ehe ging eine Tochter hervor.